# Elena Giusti
Elena Giusti (1917-21 de enero de 2009) fue una cantante y soubrette de nacionalidad italiana.

## Biografía
Giusti nació en La Valeta, Malta, donde sus padres se encontraban trabajando en una gira artística. Se formó en Roma, en el Conservatorio de Santa Cecilia, donde se diplomó en 1938 en piano, estudiando a la vez canto lírico.
Comprometida para cantar junto a Alberto Rabagliati, debutó en el teatro de revista junto a Odoardo Spadaro en la Compañía de revista de Totò en 1943, trabajando en la pieza "Aria nuova", interpretando el papel de soubrette en los años sucesivos.
A principios de los años 1950 participó con Ugo Tognazzi en diferentes espectáculos de variedades, y en 1959 trabajó en una larga gira por los Estados Unidos. A su vuelta a Italia, y tras abandonar el mundo del espectáculo, se dedicó al comercio en la ciudad de Milán, Italia.
Elena Giusti falleció en Milán, en el año 2009. Había estado casada con Gerino Gerini.

## Teatro de revista
- 1941 : Fantasia musicale, con Natalino Otto y el Trio Lescano
- 1943 : Aria nuova, con Totò, Lucia Mannucci, Eduardo Passarelli, Quartetto Cetra, Mario Riva, Fausto Tommei, Teatro Galleria de Roma
- 1944 : Che ti sei messo in testa?, de Michele Galdieri, con Totò, Anna Magnani, Mario Castellani, Gianni Agus, Olga Gentili, Adriana Serra, Mario Riva, Diana Dei y Nico Pepe, Teatro Valle de Roma
- 1944 : Ridiamoci sopra, con Tino Scotti
- 1944 : Ma dov'è questo amore?, con Vittorio De Sica y Elsa Merlini
- 1944 : Con un palmo di naso, de Michele Galdieri , con Totò, Anna Magnani, Oreste Bilancia y Marisa Merlini, Teatro Valle de Roma
- 1944 : Hello... signorina!, de Rizzo, Visco, D'Orsara, con Fanfulla, Teatro Manzoni de Roma
- 1945 : Cappello sulle 23, de Riccardo Morbelli, con Odoardo Spadaro y Enrico Viarisio, dirección de Camillo Mastrocinque
- 1946 : Polvere di Broadway, de Rossaldo , con Ugo Tognazzi y Lotte Menas
- 1947 : Ma se ci toccano nel nostro debole..., de Pietro Garinei y Sandro Giovannini, Nelli y Mangini, con Totò, Mario Castellani y Roberto Villa, dirección de Mario Mangini, Teatro Valle
- 1947 : C'era una volta il mondo, de Michele Galdieri, con Totò, Isa Barzizza, Giacomo Rondinella y Mario Castellani, Teatro Valle
- 1949 : Bada che ti mangio!, de Michele Galdieri y Totò, dirección de Galdieri, con Totò, Isa Barzizza, Diana Dei, Mario Riva y Peppino De Martino, Teatro Nuovo de Milán
- 1951 : Dove vai se il cavallo non c'è l'hai? , de Giulio Scarnicci y Renzo Tarabusi, con Ugo Tognazzi, Anna Campori, Raimondo Vianello y Salvo Libassi, dirección de Scarnicci y Tarabusi, Teatro Nuovo de Milán
- 1952 : Ciao fantasma!, de Scarnicci y Tarabusi, con Ugo Tognazzi, Raimondo Vianello y Leo Gavero, Teatro Lírico de Milán
- 1953 : Barbanera bel tempo si spera, de Scarnicci y Tarabusi, con Ugo Tognazzi, Raimondo Vianello, Antonio La Raina y Paolo Gozlino, Teatro Sistina de Roma

## Filmografía
- 1949 : I pompieri di Viggiù, de Mario Mattoli
- 1951 : I due sergenti, de Carlo Alberto Chiesa
- 1952 : Io, Amleto, de Giorgio Simonelli
- 1953 : Café Chantant, de Camillo Mastrocinque
- 1954 : Sua Altezza ha detto: no!, de Maria Basaglia

## Televisión
- 1954 : Album personale di Elena Giusti, de Vincenzo Rovi y Dino Falconi, dirección de Vito Molinari
- 1954 : Canzoni da guardare, variedades musicales con Tina De Mola, Carlo Dapporto, Rino Salviati, Gianni Bonagura, Paolo Ferrari, Nino Manfredi y Raffaele Pisu
- 1955 : Scugnizza, de Carlo Lombardo y Mario Costa, con Giacomo Rondinella, Franca Tamantini, Clely Fiamma, Franco Coop, Elvio Calderoni, Arturo Bragaglia y Vittorio Congia, dirección de Silverio Blasi
- 1957 : La Belle Epoque, de Angelo Frattini, Italo Terzoli y Orio Vergani, con Nino Besozzi y Carlo Campanini, dirección de Eros Macchi

## Selección de su discografía

### 33 RPM
- 1957 : Una voce nella sera (Pathé, QAT 6014)